# Андрієнко Віктор Миколайович
Андріє́нко Ві́ктор Микола́йович (нар. 19 вересня 1959, Запоріжжя) — український актор та режисер театру та кіно, сценарист, письменник, продюсер, Заслужений артист України, починав працювати у кіноіндустрії як каскадер. Член Спілки театральних діячів України. Найбільш відомий за анімаційним фільмом «Острів скарбів» та телепрограмами «Шоу довгоносиків» (Україна) та «Велика різниця» (Росія).

## Життєпис
Народився у Запоріжжі. Батьки з Гуляйполя. Мати — Тетяна Іванівна Андрієнко (до шлюбу Самойленко), головна бухгалтерка дитячих закладів. Батько — Микола Трохимович Андрієнко — майстер запорізького заводу «Енергомаш». Вчився у середній школі № 15 в Запоріжжі.
З 1969—1975 роках Віктор грає у драмгуртку. Його першим вчителем акторської майстерності, стає керівник драмгуртка Віра Давидівна Афанасьєва. Віктор зіграв багато ролей, іноді до п'яти образів у виставі.
По закінченні 8 класу школи вчився у кулінарному училищі та проходив практику як кулінар-кондитер.
З 1975 році працював старшим монтувальником сцени у Запорізькому обласному музично-драматичному театрі ім. Щорса (згодом — час ім. Магара)
У 1980 році закінчив Київський театральний інститут імені Івана Карпенка-Карого (клас професора Ставицького).
Має численні роботи в театрі, кіно й на телебаченні. З 1978 року працював в кіно каскадером та актором. Знявся більш ніж у 100 фільмах і серіалах. Вів кулінарне шоу «Народний кухар» (НТН) та кулінарну частину передачі «Удачний проєкт» (Інтер).

### Цікаві факти
- Андрієнко також багато працює в озвучуванні фільмів. Зокрема, брав участь в адаптації української версії фільму «Містер Бін на відпочинку» (озвучував героя актора Ровена Аткінсона), проте продюсери вирішили використати субтитри[3].
- Для платівки «Острів скарбів» Андрієнко озвучував Біллі Бонса, Капітана Смолетта, Джона Сільвера (останнього в мультфільмі озвучував Армен Джигарханян). Протягом запису Андрієнко довелося записувати діалог між цими героями, міняючи голоси.
- Схожа ситуація сталась при роботі на радіо: Віктор Андрієнко вів програму «голосом» героя Шоу довгоносиків Івана Шпикуляка[4]. Гості, що мали давати інтерв'ю, не змогли приїхати, тому Андрієнко вирішив розмовляти голосом ведучого ефіру Шпикуляка та голосом «гостя», озвучуючи обох одночасно[3].
- Підтримував українського режисера Олега Сенцова, незаконно ув'язненого у Росії[5].

## Освіта
- Київський інститут театрального мистецтва імені Івана Карпенка-Карого.

## Професійна діяльність
- 1978—1993 — актор та каскадер кіностудії імені Олександра Довженка.
- 1980—1984 і 1986—1987 — працював в Київському театрі естради.
- 1984—1986 — Одеська філармонія, театр мініатюр «Гротеск» (актор, режисер, автор).
- 1986—1987 — актор Київського театру естради.
- 1987—1990 — в Одеському театрі мініатюр «Шарж».
- 1990—1991 — режисер, актор театру клоунади «Магазин-Фу».
- 1992—1993 — актор, режисер постановник трюкових сцен у повнометражному фільмі режисера Давіда Черкаського «Шалені макарони чи помилка професора Бугенсберга».
- 1993—1995 — автор і режисер телепрограми «Київкіно» телеканалу «ТЕТ».
- 1995—1996 — директор і режисер анімаційної студії «Автор».
- З 1996—2003 року працює актором, сценаристом, постановником телепрограм, ситуаційних комедій. Проєкти за участю Андрієнко виходять на телеканалах «1+1» і деяких російських каналах. Цього ж року працює у телекомпанії «ПроТВ» (автор, актор, режисер) та у співпраці з Валентином Опалєвим і Віктором Приходьком створює проєкт «Шоу довгоносиків» на «1+1». Це шоу принесло акторам велику популярність, але після його закінчення Віктор опинився в ситуації, коли всі стали вважати його виключно комедійним актором[3].
- З 2000—2007 — працював актором, режисером та сценаристом на телеканалі «1+1» у серіалах «Повне мамаду», «Ноти і банкноти», «Лото Забава», «Великі перегони», «Приватна міліція», «Комедійний квартет», «Весела Хата», «Веселі усмішки», а також на російських телеканалах «РТР» та «СТС» у серіалах «Дружна сімейка», «Комедійний коктейль», «Нові пригоди Шерлока Холмса і Доктора Ватсона».
- 2006—2008 — актор, сценарист та режисер студії «Technomedia».
- 2008—2013 — актор трупи пародійного шоу «Велика різниця».
- 2010—2013 — актор телетрупи «Велика Різниця по-українськи».
- 2012—2013 — Віктор Андрієнко став сценаристом, сопродюсерем і режисером українського фільму «Іван Сила», про українського силача Івана Фірцака, якого 1928 року було визнано найсильнішою людиною планети[6]. Сам Віктор зіграв у фільмі роль негативного героя, на ім'я Фікса.[7] Разом з акторами фільму Андрієнко проводив зустрічі із глядачами в різних містах України, презентуючи стрічку і відповідаючи на запитання глядачів після перегляду.
- 2012—2014 — режисер, сценарист та актор ТОВ «Інсайт Медія».
- 2014—2019 — як актор одеської театральної трупи бере участь у виставах «Потяг „Одеса-Мама“», «Пригоди бавого солдата Швейцмана», «Бенефіс Олега Філімонова», «Вокpал на трьох».
- 2015—2017 — актор та режисер анімаційних сцен анімаційній студії «Panama Grand Prix».
- 2017—2019 — актор у комедійній моновиставі «Чоловік перед дзеркалом», монолог з елементами ностальгії та претензією на знання життя
- З 2018 — режисер, сценарист, продюсер студії «Charmswood Pictures», почав зйомки повнометражної кіноказки «Легенди Чарівнолісся».
- 2018—2020 — продюсер анімаційних фільмів «Цар Плаксій та Лоскотун», «Риска».
- Віктор Андрієнко — автор не тільки багатьох сценаріїв для кіно та телебачення, а також разом зі своїм співавтором Оленою Шульгою написав дві книжки для дітей: «Легенди Чарівнолісся» та книжку-комікс з ілюстраціями Народного Художника України Радни Сахалтуєва «Шалені пригоди папуги Флінта».

## Фільмографія
- Біля витоків людства (1976) — Чукча (каскадер)
- Не плач, дівчино (1976) —(каскадер)
- Дачна поїздка сержанта Цибулі (1979) — Есесівець, Водій БТР (каскадер)
- Весільний вінок, або Одіссея Іванка (1979) — Розбійник (каскадер)
- Поїздка через місто (1979) — (каскадер)
- Поїзд надзвичайного призначенн (1980) — Ад'ютант (каскадер)
- Оглядини (1980) — (каскадер)
- Шальна куля (1980) — Білогвардієць (каскадер)
- Скарбничка (1980) — Поліцейський (каскадер)
- Жінки шуткують серйозно (1981) — Уболівальник в ресторані (каскадер)
- Дочка командира (1981) — (каскадер)
- Die Mahnung\Попередження (1981) — Штурмовик(каскадер)
- Амулет (1981) — Найманець (каскадер)
- Замовте пісню (музична программа) (2003) — Ведучий
- Кремлівські курсанти (1982) — (каскадер)
- Ніч коротка (1982) — Петеушник (каскадер)
- Шостий (1982) — (каскадер)
- Ярослав Мудрий (1982) — (каскадер)
- Бій на перехресті (1982) — Білогвардійський офіцер
- Шурочка (1982) — Командир Живонерів
- Подолання (1982) — (каскадер)
- Житіє святих сестер (1982) — (каскадер)
- Репортаж на пам'ять (1982) — (каскадер)
- Там, на невідомих доріжках (1982) — Стрілець (каскадер)
- Повернення з орбіти (1983) — (каскадер)
- Климко (1983) — німецький солдат (каскадер)
- Вечори на хуторі біля Диканьки (1983) — Парубок (каскадер)
- Миргород і його мешканці (1983) — (каскадер)
- На вагу золота (1983) — бандит Степан (каскадер)
- Легенда про княгиню Ольгу (1983) — (каскадер)
- Зона ризику (1983) — (каскадер)
- Іванко і цар Поганін (1984) — стражник Федір (каскадер)
- За два кроки від "Раю" (1984) — (каскадер)
- Канкан в англійському парку (1984) — Біженець (каскадер)
- Згадайте - це важливо (1984) — (каскадер)
- Сергій Лазо (1984) — (каскадер)
- Третій у дев'ятому ряду (1984) — (каскадер)
- Діалоги з совістю (1984) — (каскадер)
- Трест, що луснув (серіал) (1984) — (каскадер)
- Гостя з майбутнього (1985) — (каскадер)
- Димка (1985) — ковбой Том (каскадер)
- Спокуса Дон-Жуана (1985) — молодший Брат м'ясників (каскадер)
- Дві версії одного зіткнення (1985) — Агент (каскадер)
- Поруч із вами (1986) — хам у цирку (каскадер)
- Острів скарбів (1986—1988) — Пират (каскадер)/Постановник трюків у фільмі
- Тихий жах (1988) — посильний, вовкулак (каскадер)
- Пляжний клуб за інтересами (1991) — капітан міліції Бодров (каскадер)
- Капітан Крокус і таємниця маленьких змовників (1991) — Член Таємної ради (каскадер)
- Загальна картина була красива (1992) — реальне Зло (каскадер)
- Божевільні макарони, або Помилка професора Бугенсберга (1992) — інспектор Лестрейд, Центуріон, Лицар, Пірат, Одеський бандит (каскадер)
- Серця трьох (1992) — Індіанець (каскадер)
- «Джентльмен-шоу» (7 випуск) (1992) — персонаж
- Імперія піратів (1994) — пірат Джек (каскадер)
- Співачка Жозефіна й Мишачий Народ (1994) — Блазень
- Репортаж (1995) — Ватажок викрадачів літаа
- Магдебурзькі хроніки (1995) — Кат
- Шоу довгоносиків (серіал, 1996–1999) — Режисер\Ведучий\Шерлок Холмс\Шандорович\Пожежник та інші
- Повне Марабу (серіал) (1999) — всі ролі
- Великі перегони (політична сатира серіал) (1999) — всі ролі (автор ідеї)
- Барабани Долі (серіал) (1999—2000) — Всі ролі
- Агенція ІА-ІА (серіал) (1999—2000) — всі ролі
- Спозаранку (серіал) (1999—2000) — всі ролі
- Хіт-фабрика (серіал) (1999) — Іван Шпикуляк
- Повне Мамаду (серіал) (1999—2001) — Пан Кумко/Елік, трубач/Крисюк та ін.
- Ноти і банкноти (серіал) (2000—2001) — Елік, трубач / Крисюк та ін.
- «Лото-Забава» (телепрограмма) (2001—2003) — Ведучий Іван Шпикуляк
- Повне Мамаду-2 (серіал) (2001—2002) — Пан Кумко/Елік, трубач/Крисюк та ін.
- Приватна Міліція (серіал) (2002—2003) — Елік, трубач/Крисюк та ін.
- Комедійний квартет (серіал) (2002—2003) — Віктор Мартишкині
- Нові пригоди Шерлока Холмса і Доктора Ватсона (серіал) (2003) — Шерлок Холмс
- Команда «Єквітас» (естрим шоу) (2003) — режисер-посановник програми
- Дружна сімейка (серіал) (2001—2004) — Сусіков
- Між першою та другою (2004) — Провідник 9 вагона
- Алі-Баба і сорок розбійників (2005) — Розбійник Алі
- Весела хата (серіал) (2005) — Микола
- На білому катері (2005) — Майор міліції
- Присяжний повірений (серіал) (2005) — слідчий Бєлський (каскадер)
- Дев'ять життів Нестора Махна (серіал) (2006) — Мейбл
- Міліцейська академія (серіал) (2003) — прапорщик Половинко
- Міліцейська академія 2 (серіал) (2006) — прапощик Половинко
- Один у новорічну ніч (2006) — другий Брат
- Мім Бім, або Чуже життя (2008) — Макеїв
- Веселі усмішки (2008) — повар Миколаич.
- Велика різниця (2008—2013) — Об'єкти пародій: Дік Адвокат, Леонід Брежнєв, Леонід Броньовий, Олексій Булдаков, Юлій Гусман, Борис Грачевський, Гімлі, Спілберг, Морозко, Павло Луспікаєв, Елтон Джон, Володимир Коробка, Олександр Костюк, Микола Лекарєв, Петро Лістерман, Павло Лобков, Юрій Лужков, Валерій Магдьяш, Олексій Маклаков, Максим Матвєєв, Євген Моргунов, Сергій Нікітін, Гліб Павловський, Анатолій Папанов, Євген Петросян, Йосип Пригожин, Веніамін Сміхов, Богдан Ступка, Семен Фарада, Андрій Фурсенко, Олександр Цекало, Зураб Церетелі, Михайло Швидкий, Сергій Шойгу, Шрек, Михайло Шуфутинський, Олег Яковлєв та інші
- Велика різниця по-українськи (2010—2013) — Об'єкти пародій: Тарас Шевченко, Євген Комаровський, Веніамін Смєхов, Петро Чорний, Костянтин Меладзе, Євген Петросян

Микита Сергійович Хрущов
Гарік Кричевський
Луї Де Фюнес та ін.
- Боксери віддають перевагу блондинкам (2009) — Сусід
- День переможених (2009) — Серьога Козак
- ТойХтоПройшовКрізьВогонь (2011) — Смірнов
- Костоправ (серіал) (2011) — Мамонтов
- Розлучення (серіал) (2011) — продюсер ТРК Свістунов
- Всенародні сімейні хованки (серіал) (2011) — ведучий
- Байки Мітяя (серіал) (2012) — ведучий
- Вороніни (серіал) (2012) — подполковник Синніков
- Молодята (серіал) (2012) — подполковник Синніков
- Іван Сила (2013) — Фікса
- СуперГерои (серіал) (2012) — Мюллер, Граф Дракула, Атос, Людина Павук та ін.
- Вампірови (2013) — Микола Вампіров
- 1+1 вдома (серіал) (2013) — Мер міста
- Реклама SLANDO (серіал) (2014) — Сусід, Слюсар, Чоловік, Дружина
- 1+1 вдома-2 (серіал) (2014) — Мер міста
- Як дві краплі(телешоу пардій) (2014) — Тренер з акторської майстерності та Член журі
- Окупація (2014) — Комендант поїзда
- Український новорічний вогник(серіал) (2015) — Пират ведучий
- Реклама SLANDO (серіал) (2015) — Кореспондент
- Народний кухар (телешоу) (2015) — Ведучий
- Теорія паркану (2015) — Мирославович
- Тримай удар (2015) — Тренер
- Вікно життя — (8 серія) (серіал) (2016) — Поліванов
- Микита Кожум'яка (2016) — режисер анімаційних сцен
- Ніч Святого Валентина (2016) — Продюсер Вовик
- Комік на мільйон (телешоу, 2017) — Член журі
- Мир вашому дому! (2017) - Урядник
- Подорожник (серіал) (2018) - Пал Петрович
- Скажи тільки слово (серіал) (2019) - Дорохов
- Продюсер (2019) - Шериф
- Маршрути долі (2019) — Вахтанг
- Легенди Чарівнолісся (2019)
- Лікарський обов'язок (серіал) (2020) - Штольц
- Numbers (2020) - Zero
- ЗВ'ЯЗОК (серіал) (2023) - Григорови
- Різдво Ти не один (Музичний фільм) (2024) - Перелесник

### Дублювання та озвучення

#### Українською
- Останній бій (1989) — всі ролі
- Гаррі Поттер (1—4 частини) (2001—2005) (дубльовано у 2020 році)
- Роги і копита (2006) — Свин
- Містер Бін на відпочинку (2007) — мiстер Бiн
- Принцеса і Жаба (2009) — світлячок Рей
- Пірати! Банда невдах (2012) — Пірат з подагрою
- Роки мої (1989) — всі ролі
- Микита Кожум'яка (2016) — кажан Едді

#### Російською
- Лікар Айболить (1984—1985) — Крокодил, Одноокий Пірат
- Про бегемота на ім'я Ну-й-нехай (1986) — Крокодил
- Острів Скарбів (1988) — Капітан Смоллетт, Біллі Бонс, Джон Сільвер.
- Останній бій (1989) — всі ролі
- Return To The Treasure Island (1993) — арт-директор
- Новорічна пригода Муві (1993) — всі ролі
- Муві-няня (1994) — всі ролі
- DIG SQUAD. Фільм другий. Скіпетр фараона (1994) — всі ролі
- Команда DIG. Фільм третій. Викрадення століття (1995) — всі ролі
- Пригоди Муві. Сафарі (1996) — всі ролі
- Аліса знає, що робити (2012—2016) — Василь Петрович, робот-вчитель

## Нагороди
- 1983 — Гран-прі всесоюзного театрального конкурсу «Молоді голоси» — за головну роль у виставі «Йозеф Швейк».
- 1997 — Диплом Міжнародного фестивалю телепрограм «Бархатний сезон» — у номінації «Найкраща гумористична програма» проєкт «Шоу Довгоносиків».
- 1997 — Головний приз конкурсу «Золота ера» — номінація «Найкраща гумористична програма», проєкт «Шоу Довгоносиків».
- 2012 — Гран-прі всеукраїнського літературного конкурсу «Коронація слова» — у номінації «За найкращий кіносценарій для дітей та юнацтва „ІВАН СИЛА“».
- 2014 — Міжнародний кінофестиваль «Молодість»(Київ) — Спеціальний Диплом дитячого міжнародного журі кінофестивалю «За краще режисерське рішення» кінострічка «ІВАН СИЛА».
- 2014 — Лауреат Премії Кабінету міністрів ім. Лесі Українки за літературно-мистецькі твори для дітей та юнацтва  — у номінації «Кінотвори для дітей та юнацтва» за проєкт «ІВАН СИЛА».
- 2017 рік — співавтор сценарію і режисер короткометражного фільму «Божевільна Сімейка» у номінації «Найкраща комедія» на міжнародному кінофестивалі «Near Nazareth Festival» (NNF) в Назареті (Ізраїль).
- 2017 — Гран-прі всеукраїнського літературного конкурсу «Коронація слова» — у номінації «Найкращий кіносценарій для дітей та юнацтва» кіноказка «Легенди Чарівнолісся».
- 2019 — отримав звання Заслужений артист України[8].

## Особисте життя
- Одружений, син Валерій (1987)